# Max Morris
Glen Max Morris (nacido el 14 de marzo de 1925 en Norris City, Illinois y fallecido el 8 de enero de 1998 en Reno, Nevada) fue un jugador de baloncesto y de fútbol americano estadounidense que disputó una temporada en la NBA, además de jugar otras tres en la NBL y una más en la NPBL, mientras que al fútbol jugó tres temporadas en la AAFC. Con 1,88 metros de estatura, jugaba en la posición de ala-pívot en baloncesto, y como defensive end en fútbol.

## Trayectoria deportiva

### Universidad
Jugó durante su etapa universitaria en los Wildcats de la Universidad Northwestern, donde fue elegido en el primer equipo All-American de baloncesto en 1946, mientras que en el año anterior lo había sido en el primero de fútbol americano y en el segundo de baloncesto, siendo el último jugador hasta la fecha de los Wildcats en lograrlo en dos deportes diferentes el mismo año.

### Baloncesto
Comenzó su andadura en el baloncesto profesional en 1946 con los Chicago American Gears de la NBL, donde jugó una temporada en la que promedió 3,7 puntos por partido, ganando el título de campeones de liga. Al año siguiente fichó por los Sheboygan Redskins, donde en su primera temporada fue el segundo mejor anotador del equipo tras Mike Todorovich, promediando 10,2 puntos por partido.
En 1949 el equipo para a disputar la NBA, y en su única aparición en la competición volvió a ser el segundo mejor anotador, esta vez por detrás de Noble Jorgensen, promediando 12,6 puntos y 3,1 asistencias por encuentro. Jugó una temporada más con los Redskins, en esta ocasión en la NPBL, ganando nuevamente un título de liga, con unos promedios de 12,2 puntos por partido.

### Fútbol americano
Compaginándolo con el baloncesto, en los veranos jugó tres temporadas en la AAFC de fútbol americano, promediando en total 17,8 yardas de recepción por encuentro.

## Estadísticas de su carrera en la NBA

### Temporada regular
| Temporada | Edad | Equipo             | Liga | Pos. | P  | TIT | MIN | TC  | TCA  | %TC  | 3P | 3PA | %3P | TL  | TLA | %TL  | R.OF. | R.DEF. | REB | ASIS | ROB | TAP | PER | FP  | PTS  |
| 1949-50   | 24   | Sheboygan Redskins | NBA  |      | 62 |     |     | 4.1 | 11.2 | .363 |    |     |     | 4.5 | 6.7 | .667 |       |        |     | 3.1  |     |     |     | 2.8 | 12.6 |
| Total     |      |                    | NBA  |      | 62 |     |     | 4.1 | 11.2 | .363 |    |     |     | 4.5 | 6.7 | .667 |       |        |     | 3.1  |     |     |     | 2.8 | 12.6 |

### Playoffs
| Temporada | Edad | Equipo             | Liga | Pos. | P | TIT | MIN | TC  | TCA  | %TC  | 3P | 3PA | %3P | TL  | TLA | %TL  | R.OF. | R.DEF. | REB | ASIS | ROB | TAP | PER | FP  | PTS  |
| 1949-50   | 24   | Sheboygan Redskins | NBA  |      | 3 |     |     | 4.7 | 13.3 | .350 |    |     |     | 5.0 | 8.7 | .577 |       |        |     | 4.7  |     |     |     | 2.7 | 14.3 |
| Total     |      |                    | NBA  |      | 3 |     |     | 4.7 | 13.3 | .350 |    |     |     | 5.0 | 8.7 | .577 |       |        |     | 4.7  |     |     |     | 2.7 | 14.3 |